# Ribellione della Louisiana del 1768
La ribellione della Louisiana del 1768 fu un fallito tentativo dei coloni creoli e tedeschi insediati nei dintorni di New Orleans di fermare il passaggio di proprietà della Louisiana dai francesi agli spagnoli, come deciso nel Trattato di Fontainebleau (1762).
I ribelli riuscirono ad obbligare il nuovo governatore spagnolo Antonio de Ulloa ad abbandonare New Orleans ritornando in Spagna, ma il suo sostituto, Alejandro O'Reilly, riuscì a sedare la ribellione giustiziando cinque dei suoi capi e ristabilendo duramente la legge spagnola sul territorio.

## Contesto storico
Il trattato di Parigi, alla fine della guerra franco-indiana, sanciva il fatto che la Francia perdeva tutti i territori in America settentrionale compresi Canada, Illinois e Louisiana. Avrebbe mantenuto il possesso delle isole delle Indie occidentali francesi nei Caraibi. La Gran Bretagna acquisì il Canada e tutte le terre sulla sponda orientale del Mississippi ed i suoi immissari. Come pagamento delle perdite subite, la Francia cedette il controllo di New Orleans e dei territori ad ovest del Mississippi agli alleati spagnoli.
Il passaggio di consegne fu lento in America settentrionale, ed i francesi continuavano ad espandere i propri villaggi fondando anche Saint Louis (Missouri).
Nell'aprile del 1764 il primo governatore spagnolo, Jean Jacques Blaise d'Abbadie, assunse l'incarico ed ascoltò le lamentele dei nativi. D'Abbadie morì per una malattia il 4 febbraio 1765. L'ufficiale anziano della colonia era il capitano Charles Philippe Aubry, ufficiale francese, che assunse il controllo.
Un mercante di nome Jean Milhet salpò per la Francia nel tentativo di convincere Luigi XV ad annullare la decisione, ma il re non gli concesse udienza.

## Cacciata di Ulloa
Il 5 marzo 1767 arrivò il nuovo governatore Ulloa portando con sé solo 75 soldati, e senza sventolare la bandiera spagnola sulla piazza d'armi. I superiori di Ulloa si trovavano a Cuba ed ignorarono quasi tutte le sue richieste, compresa quella di sostituire la moneta francese con il peso. Ulloa era arrabbiato per il fatto di non saper parlare francese, e di dover vivere fuori città, a Balize.
Nell'estate del 1768 Ulloa annunciò i suoi piani per abbattere il contrabbando della Louisiana chiudendo la foce del Mississippi e lasciando aperto un solo canale. Contemporaneamente annunciò che la Louisiana non avrebbe più commerciato con la Francia o con le sue colonie, in ottemperanza ad una legge spagnola.
Nell'autunno del 1768 Denis-Nicolas Foucault, commissario per la Louisiana, e Nicolas Chauvin de La Freniere, avvocato generale, francesi che avevano mantenuto il loro ruolo sotto gli spagnoli, stesero un piano che avrebbe obbligato il governatore ad andarsene.
Joseph Milhet fu mandato nei villaggi occidentali del Mississippi per istigare alla rivolta. Joseph Villere andò a nord-ovest di  New Orleans. Pierre Marquis fu dichiarato capo della milizia della Louisiana. Balthasar Masan andò nella Florida occidentale britannica per chiedere aiuto.
Nel piano dei cospiratori c'era l'arresto dell'ufficiale militare francese Gilbert Antoine de St. Maxent, accusato di collaborazionismo col nemico.
Il 28 ottobre Aubry stava scortando il governatore e la moglie incinta ad un vascello spagnolo quando scoppiò la rivolta a New Orleans. Il Consiglio Superiore votò il fatto che il governatore avrebbe dovuto andarsene entro tre giorni, ed egli ubbidì lasciando il 1º novembre.
Con il governatore fuori dalla Louisiana, anche Maxent fu rilasciato. Jean Milhet tornò in Francia e di nuovo fu respinto da Luigi XV.

## Risposta spagnola
Nel maggio del 1769 Maxent interruppe le relazioni con Pierre Laclede a Saint Louis, che era diventato un porto per i rifugiati francesi.
Il 19 luglio 1769 O'Reilly tornò in Louisiana con 2000 soldati spagnoli. Il 27 luglio O'Reilly ebbe un incontro "cordiale" (probabilmente organizzato da Maxent che era stato nominato "agente" per il passaggio di consegne) con i cospiratori che dichiararono il loro rispetto per il re spagnolo, e fecero notare che non era stato versato sangue durante la ribellione. Il 18 agosto la bandiera francese fu ufficialmente ammainata, ed issata quella spagnola. Il giorno dopo molti cospiratori furono invitati a cena dal governatore che li arrestò. L'indomani il governatore disse che avrebbe perdonato il resto dei rivoltosi se avessero giurato fedeltà alla Corona spagnola.
I cospiratori furono processati e cinque di loro (La Freniere, Caresse, Marquis, Joseph Milhet e Noyan) furono condannati a morte il 25 ottobre, e giustiziati da un plotone il 26 ottobre. Foucault, che era un ufficiale francese, fu rimandato in Francia dove fu imprigionato per due anni. Cinque altri ribelli furono incarcerati a Cuba dove rimasero due anni. Le loro proprietà furono confiscate.
O'Reilly abolì il Consiglio Superiore rimpiazzandolo formalmente con il diritto francese.

## Conseguenze
Il territorio rimase in mani spagnole fino al 1800, quando tornò per breve tempo in mano francese in seguito al Trattato di San Ildefonso. Nel 1803 Napoleone vendette il territorio agli Stati Uniti d'America grazie all'Acquisto della Louisiana in cambio di soldi e della cancellazione dei debiti francesi. Parti della vecchia legislazione francese sono tuttora in vigore nello stato della Louisiana.